# Cmentarz żydowski w Radomsku
Cmentarz żydowski w Radomsku – cmentarz żydowski znajdujący się przy obecnej ul. Przedborskiej 196 (dawniej Świerczewskiego) w Radomsku.
Cmentarz został założony w 1816. W okazałym ohelu spoczywają cadycy z rodziny Rabinowiczów oraz członkowie ich rodzin. Cmentarz ma powierzchnię 2 ha i jest otoczony ceglanym murem. Zachowało się około 2700 nagrobków, z których najstarszy pochodzi z 1831. Podczas II wojny światowej na cmentarzu miały miejsce liczne masowe egzekucje ludności żydowskiej. W styczniu 1943 likwidujący miejscowe getto Niemcy zabili na cmentarzu około 1500 osób. Na cmentarzu znajdują się masowe mogiły z czasów II wojny światowej. Na jednej z nich umieszczono pamiątkową tablicę.
Jako jeden z ostatnich na cmentarzu został pochowany w latach 90. XX wieku Stefan Blumsztajn, ojciec Seweryna.
Cmentarz wpisany jest do rejestru zabytków województwa łódzkiego (decyzja nr 409 z 27.12.1989).